# أفراهام صوفير
أفراهام صوفير (شرايبر) (9 أكتوبر 1897 - 10 أبريل 1982) كان حاخامًا وناشرًا للأدب التوراتي. حصل على جائزة إسرائيل في الأدب التوراتي عام 1981، وجائزة الحاخام كوك.

## السيرة الذاتية
ولد صوفير في مدينة إيغر (أرليفي) الواقعة في المجر، وهو ابن الحاخام شمعون صوفير. في الطفولة والمراهقة درس مع والده الذي كان حاخام إيغر، وبعد ذلك في مدرسة دينية في بيرشبورغ، ورُسم حاخاما في عام 1921، وتزوج وانتقل إلى فيينا في النمسا. خدم صوفير كحاخام، أولاً في كورفو (1925-1928) ثم في غوريزيا في إيطاليا ( 1928-1936 ) وفيوم (1936-1939).
وفي عام 1939 هاجر أبراهام صوفير إلى فلسطين تحت الانتداب البريطاني، واستقر في مدينة القدس، واستقر هناك فعمل حاخامًا لمدرسة يهودية هي مدرسة "شعاري صهيون" التي أسسها الحاخام بن صهيون تشاي أوزيئيل. وفي فرنسا بعد الحرب العالمية الثانية بين عامي 1948-1966 عمل بالتناوب لمدة نصف عام كمدرس، وعاش في القدس لمدة نصف عام.
حصل على العديد من الجوائز منها في عام 1957 نال جائزة الحاخام كوك، وفي عام 1947 حصل على جائزة شيشتر، وفي عام 1951، وحصل كذلك على جائزة شيشتر. وحصل على جائزة إسرائيل لأدب التوراة في عام 1981 في عام 1981.